# Iskra Lawrence
Iskra Arabella Lawrence (Wolverhampton; 11 de septiembre de 1990) es una colaboradora de la revista Self Magazine, fundadora y editora de Runway Riot, un sitio web pensado para las mujeres de todas las tallas para aprender sobre glamour. Lawrence es modelo e imagen global de Aerie, la marca de ropa interior de American Eagle Outfitters. Es también la embajadora de la Asociación Nacional de Desórdenes Alimenticios (NEDA) embajador de marca y creador del Inspires Award de NEDA.

## Biografía
Lawrence nació el 11 de septiembre de 1990 en Wolverhampton, Inglaterra. Su familia se mudó a Kidderminster, Worcestershire cuando tan sólo tenía 6 semanas de edad. Lawrence asistió al Bromsgrove School donde participó en competiciones de natación y fue aceptada en el Teatro de la Juventud del Reino Unido a los 15 años.

## Modelo
Lawrence no permite que ninguna de sus fotos en Instagram sea retocada de ninguna manera para mejorar su imagen. Es modelo para la Aerie, la línea de lencería de American Eagle Outfitters. Dirige el contenido editorial de Ruway Riot, un medio dedicado a promover el glamour entre las mujeres de todas formas y medidas. Es colaboradora de Self Magazine. Acusa activamente a quienes critican el cuerpo e incluso ha discutido con quienes lo hacen a través de Instagram. No quiere ser clasificada como una modelo talla extra. Después de 13 años de carrera como modelo, Lawrence hizo su debut en la pasarela de la Semana de Moda de la Nueva York para Chromat.
En 2016, fue elegida como una de las 100 Mujeres de BBC.

## Vida personal
En enero de 2019, Lawrence confirmó su relación con el compositor Philip Payne. En noviembre de 2019 se confirmó su primer embarazo. El 16 de abril de 2020, dio a luz a su primer hijo, un varón.